# Peter Mpita Kabeji
Peter Mpita Kabeji (ou Peter Pita) est un boxeur congolais (RDC) né le 26 juin 2001 à Lubumbashi.

## Carrière
Peter Mpita Kabeji obtient une médaille d'or aux Jeux africains de la jeunesse de 2018 à Alger. Il remporte la médaille d'argent dans la catégorie des moins de 81 kg aux Jeux africains de 2019, s'inclinant en finale face à l'Égyptien Abdelrahman Abdelgawad.
Il est également médaillé d'or dans la catégorie des moins de 80 kg aux championnats d'Afrique de boxe amateur 2022 à Maputo ainsi qu'aux championnats d'Afrique de boxe amateur 2023 à Yaoundé et aux Jeux africains de 2023 à Accra.
Il est médaillé d'or dans la catégorie des moins de 86 kg aux Championnats d'Afrique de boxe amateur 2024 à Kinshasa.